# Mietiewtamak
Mietiewtamak (ros. Метевтамак) – wieś (dieriewnia) w Rosji, w Baszkortostanie, w rejonie tujmazińskim. W 2010 liczyła 457 mieszkańców.